# Láthatatlan Alan
A Láthatatlan Alan (eredeti cím: The Invisible Man) francia televíziós 2D-s számítógépes animációs sorozat, amelyet a MoonScoop Group készített. Franciaországban az M6 vetítette, Olaszországban a Rai 2 és a Rai Gulp tűzte műsorra, Spanyolországban a Antena 3 sugározta, Magyarországon a Megamax adta.

## Ismertető
A főhős neve, Alen, aki egy átlagos tinédzser, és jellemében vakmerő. Jól kihasználja a mindennapjait. Egy alkalommal egy kísérletet fedez fel, amelynek útján felfedezi, hogy képességet tesz arra, hogy eltűnik az emberek szeme elől. Ezzel a kísérlettel képes láthatatlanná válni. Innentől a kettős életében, sok izgalom rejlik. Meglátja milyen diákként helytállni, és képes szembe nézni a bűnözőkkel, ellenségeivel.

## Szereplők
- Alan – A főhős, aki felfedez magára egy láthatatlanságot.
- Monty – Alan barátja, aki összetart Alannel.
- Gina – Kislány, aki a laboratóriumban kísérletezik.
- Linda – Alan lánybarátja, akivel Alan összetart.
- Jade – Lány, akit egyszer Alan és Monty megmentett.

## Magyar hangok
- Moser Károly – ?
- Uri István – ?
- Kántor Kitty – Linda
- Joó Gábor – ?
- Roatis Andrea – Gina
- Juhász Zoltán  – ?
- Pál Tamás – ?
- Galbenisz Tomasz – ?
- Berkes Bence – ?
- Talmács Márta – Jade

## Epizódok
1. Ellopott memória (Stolen Memory)
2. Láthatatlan ember kontra láthatatlan ember (The Invisible Man vs.)
3. A fülnek is szeme van (Ears Have Eyes)
4. Maszk két személyre (A Mask for Two)
5. Nem a méret a lényeg (My Over-Visible Friend)
6. Látható vagy nem látható (Visible or Invisible)
7. Wallace a hős (Wallace the Hero)
8. Egy meglepetés is sok (One Surprise Too Many)
9. Nem látod, nem gondolsz rá (Out of Sight, Out of Mind)
10. Azonosítva (Identified)
11. TV Star Wars (TV Star Wars)
12. Regresszió (Regression)
13. Csúcstechnológia (High Tech)
14. A fekete sárkány szorításában (In the Clutches of the Black Dragon)
15. Kezdetben (In the Beginning)
16. Fekete fény (Black Light)
17. Az ember, aki eltűnt (The Man Who Disappeared)
18. Érzelmi intelligencia (Emotional Intelligence)
19. A kikötőben 1. rész (On the Docks (Part 1)
20. A kikötőben 2. rész (On the Docks (Part 2)
21. A belső ellenség (The Enemy Within)
22. A szürcs (The Schblurb)
23. Alan utolsó megkísértése (The Last Temptation of Alan)
24. Virágerő (Flower Power)
25. Halloween expressz (Halloween Express)
26. A bábos éjszakája (Night of the Puppeteer)